# Fromelennes
Fromelennes ist eine französische Gemeinde mit 1.038 Einwohnern (Stand: 1. Januar 2022), die im Département Ardennes liegt und zur Region Grand Est (bis 2015 Champagne-Ardenne) gehört. Sie ist dem Arrondissement Charleville-Mézières und dem Kanton Givet zugeordnet. Die Einwohner werden Fromelennois genannt.

## Geographie
Fromelennes liegt etwa 28 Kilometer nordnordöstlich von Charleville-Mézières im 2011 gegründeten Regionalen Naturpark Ardennen. Umgeben wird Fromelennes von den Nachbargemeinden Givet im Nordwesten und Norden, Beauraing (Belgien) im Osten und Süden, Charnois im Südwesten sowie Rancennes im Westen. Das Gemeindegebiet wird vom Fluss Houille durchquert, der bei Givet in die Maas mündet.

## Bevölkerungsentwicklung
| Jahr                       | 1962 | 1968 | 1975 | 1982 | 1990 | 1999 | 2006 | 2019 |
| -------------------------- | ---- | ---- | ---- | ---- | ---- | ---- | ---- | ---- |
| Einwohner                  | 1258 | 1440 | 1452 | 1365 | 1241 | 1142 | 1069 | 1043 |
| Quellen: Cassini und INSEE |      |      |      |      |      |      |      |      |

## Sehenswürdigkeiten
- Höhle von Nichet
- Kapelle von Flohimont